# 金子信久
金子 信久（かねこ のぶひさ、1962年 - ）は、日本の美術史家、学芸員。専門は江戸時代絵画史。府中市美術館主任学芸員として「亜欧堂田善の時代」（2006年）や「リアル 最大の奇抜」（2018年）など多数の展覧会を企画し、図録論文により倫雅美術奨励賞を受賞した。著書に『日本の動物絵画史』（2024年、NHK出版）などがある。

## 略歴
- 1962年 東京都に生まれる。
- 1980年代 慶應義塾大学文学部哲学科美学美術史学専攻卒業。
- 1990年 福島県立博物館学芸員として「亜欧堂田善とその系譜」展を企画。[1]
- 2001年 府中市美術館「司馬江漢の絵画―西洋との接触、葛藤と確信」展を担当。[1]
- 2006年 同館「亜欧堂田善の時代」展を企画。図録論文により第18回倫雅美術奨励賞受賞。[1]
- 2018年 同館「リアル 最大の奇抜―江戸リアリズムの天才たち」展を企画。[1]
- 2025年 「司馬江漢と亜欧堂田善 かっこいい油絵」展の講座講師を務める。[2]

## 著書
- 『旅する江戸絵画 琳派から銅版画まで』ピエ・ブックス 2010
- 『ねこと国芳』パイインターナショナル 2012
- 山東京山作 歌川国芳絵『おこまの大冒険 朧月猫の草紙』訳著 パイインターナショナル 2013
- 『もっと知りたい長沢蘆雪 生涯と作品』東京美術 アート・ビギナーズ・コレクション 2014
- 『江戸かわいい動物 たのしい日本美術』講談社 2015
- 『めでる国芳ブックおどろかす』大福書林 2015
- 『めでる国芳ブックねこ』大福書林 2015
- 『日本おとぼけ絵画史 たのしい日本美術』講談社 2016
- 『めでる国芳ブックどうぶつ』大福書林 2017
- 『子犬の絵画史』講談社 2022
- 『かわいい江戸の絵画史』エクスナレッジ 2023